# 西鉄バス久留米
西鉄バス久留米株式会社（にしてつバスくるめ）は、西日本鉄道（西鉄）の子会社の一つで、福岡県久留米市、柳川市を中心に路線バスおよび貸切バスを運行するバス事業者である。西日本鉄道100%出資。

## 沿革
- 1987年8月24日： 西鉄大川営業所を分社化し、南筑交通として設立。
- 1987年11月1日： バス営業開始。
- 1992年4月1日： 久留米支社を西鉄京町営業所に併設の形で新設し、縄手営業所と名称変更した上で管理委託化（車両は西鉄が保有、運転士は南筑交通に所属）。
- 1998年12月1日： 久留米市内の路線を全面的に管理委託化。
- 1999年4月1日： 久留米支社を西鉄久留米営業所内に移転。同時に、久留米支社を本社とし、それまでの本社を大川支社に改組。それまでの久留米支社の施設は西鉄観光バスへ譲渡。
- 1999年10月1日： 船小屋支社を西鉄筑後営業所に併設の形で新設し、船小屋第二営業所として管理委託化。
- 2001年8月1日： 西鉄バス久留米に社名変更。
- 2003年7月1日： 西鉄グループのバス事業再編により、西鉄八女、京町営業所及び西鉄バス両筑吉井支社を移管（管理委託）。
- 2005年7月1日： 西鉄グループのバス事業再編により、西鉄バス両筑杷木支社が運行していたローカル線を吉井支社に移管。
- 2009年4月26日： 本社、吉井支社、八女支社、筑後車庫が運行する全路線においてnimocaの供用を開始。
- 2009年8月30日： 大川支社が運行する全路線においてnimocaの供用を開始。
- 2011年6月29日： 京町支社をJR久留米駅前待機場から、旧縄手営業所跡地へ移転。同時に、八女支社を八女車庫に改称。
- 2012年7月16日から8月24日： 平成24年7月九州北部豪雨で久大本線が被災したことに伴い、代行バスを貸切扱いで日田バスと共に筑後吉井駅 - 日田駅間で運行。
- 2016年12月13日：本社を西鉄久留米駅前の雑居ビルに移転し、従来の営業所を御井町支社に改称。また、久留米市内線及び国分線、福島線、高速バスを除き、西日本鉄道からの管理委託が解除され、西鉄バス久留米へ完全移管。同時に八女車庫を八女支社に改称。
- 2017年7月31日: 平成29年7月九州北部豪雨で日田彦山線が被災したことに伴い、代行バスを貸切扱いで大行司駅 - 日田駅間で運行開始。
- 2020年4月1日：福島線の管理委託が解除され西鉄バス久留米へ完全移管。
- 2023年4月1日：久留米市内線及び国分線の管理委託が解除され西鉄バス久留米へ完全移管。これにより、西鉄本体からの管理委託は高速バスのみとなる。

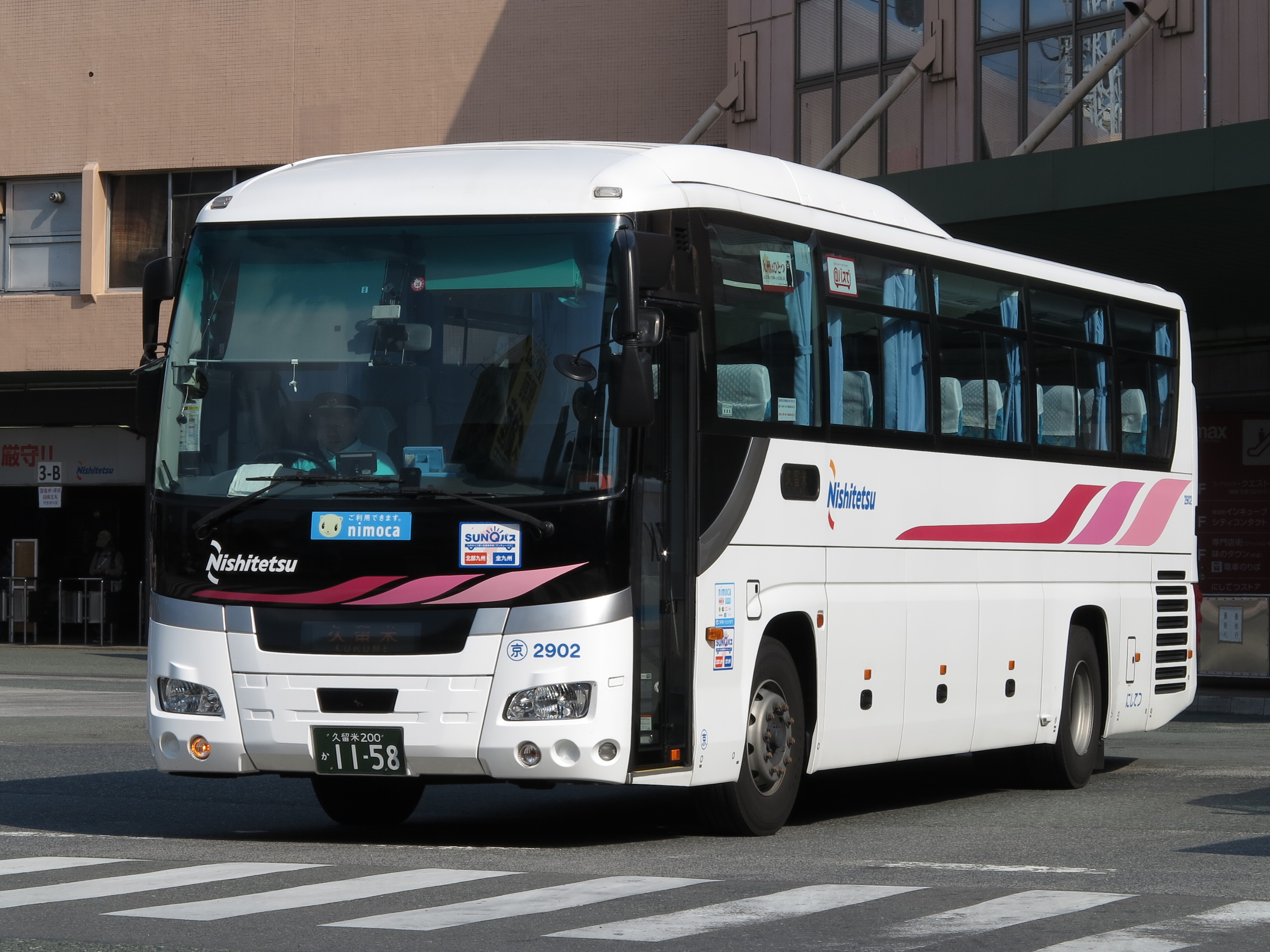
京町支社所属の高速車
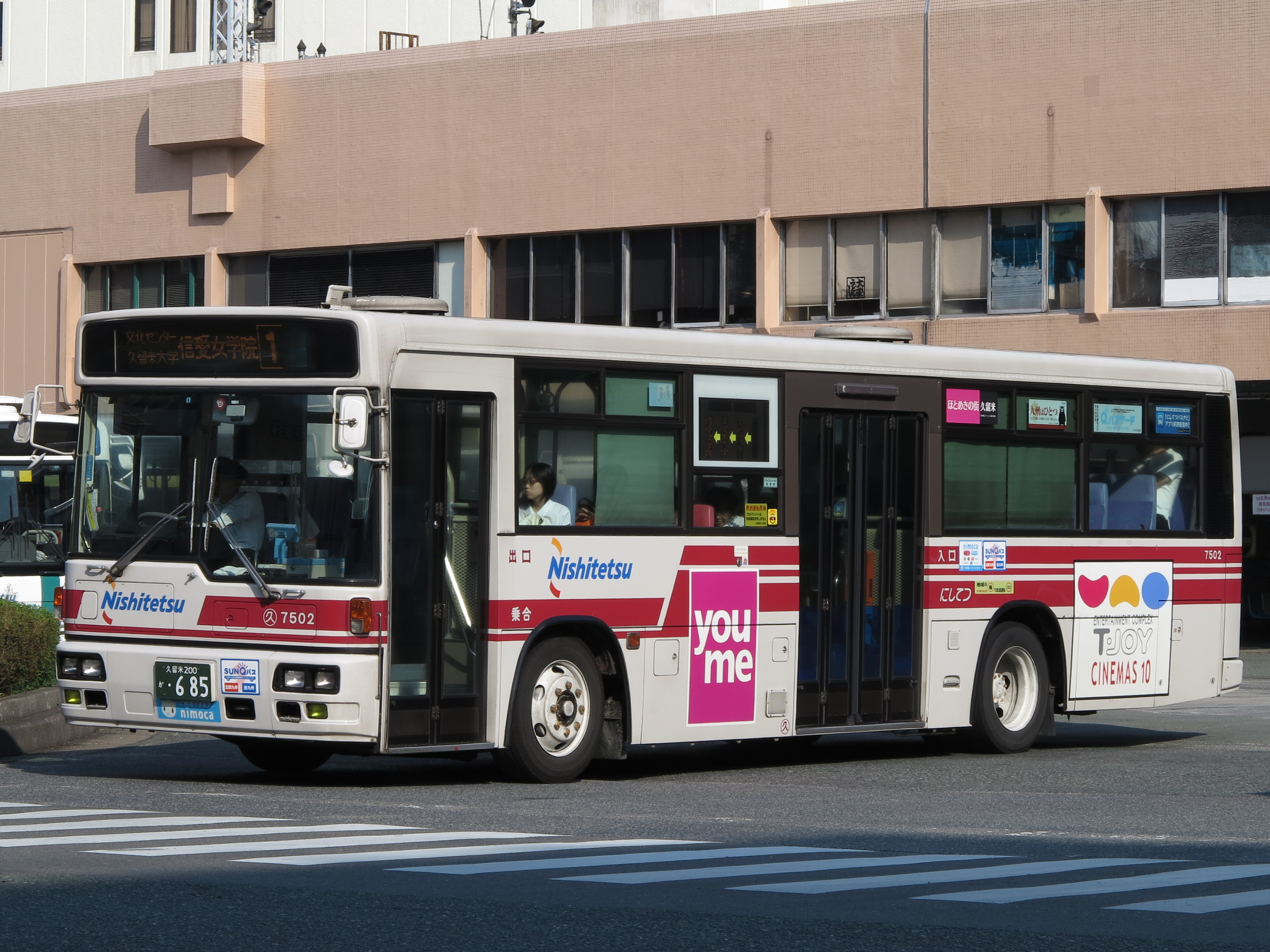
御井町支社所属の大型車
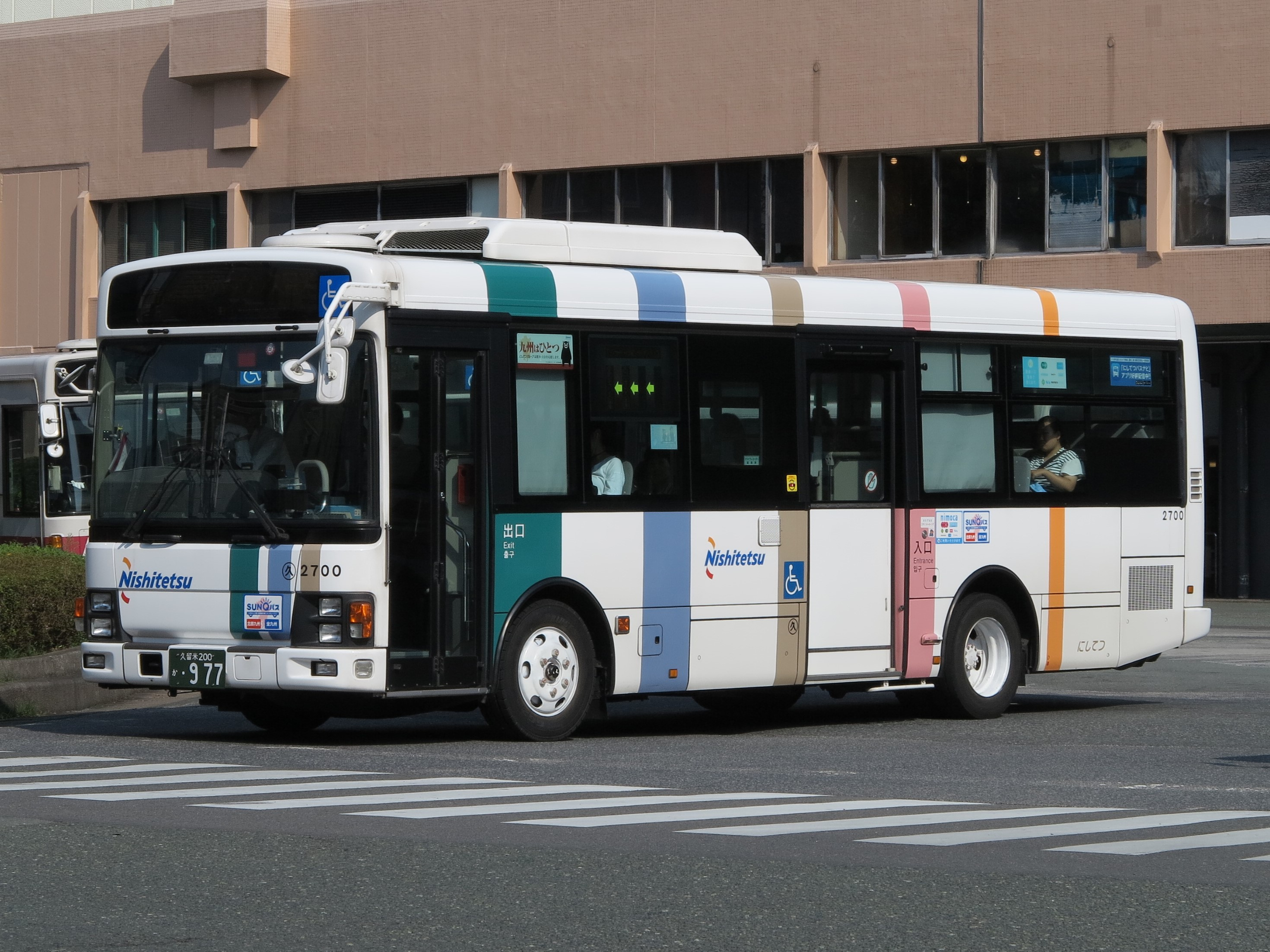
御井町支社所属の中型車
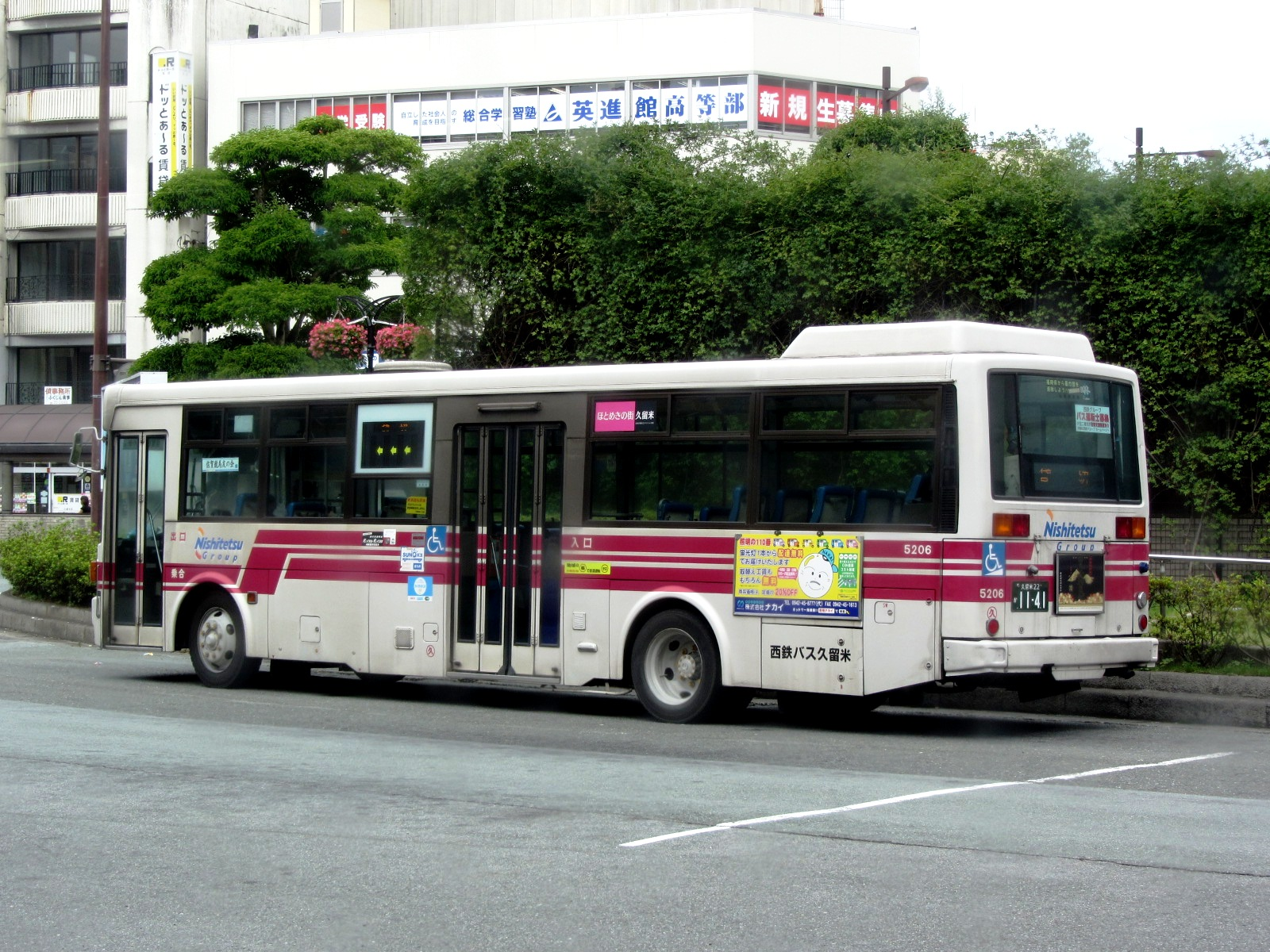
自社導入した中型ロング車両（廃車）
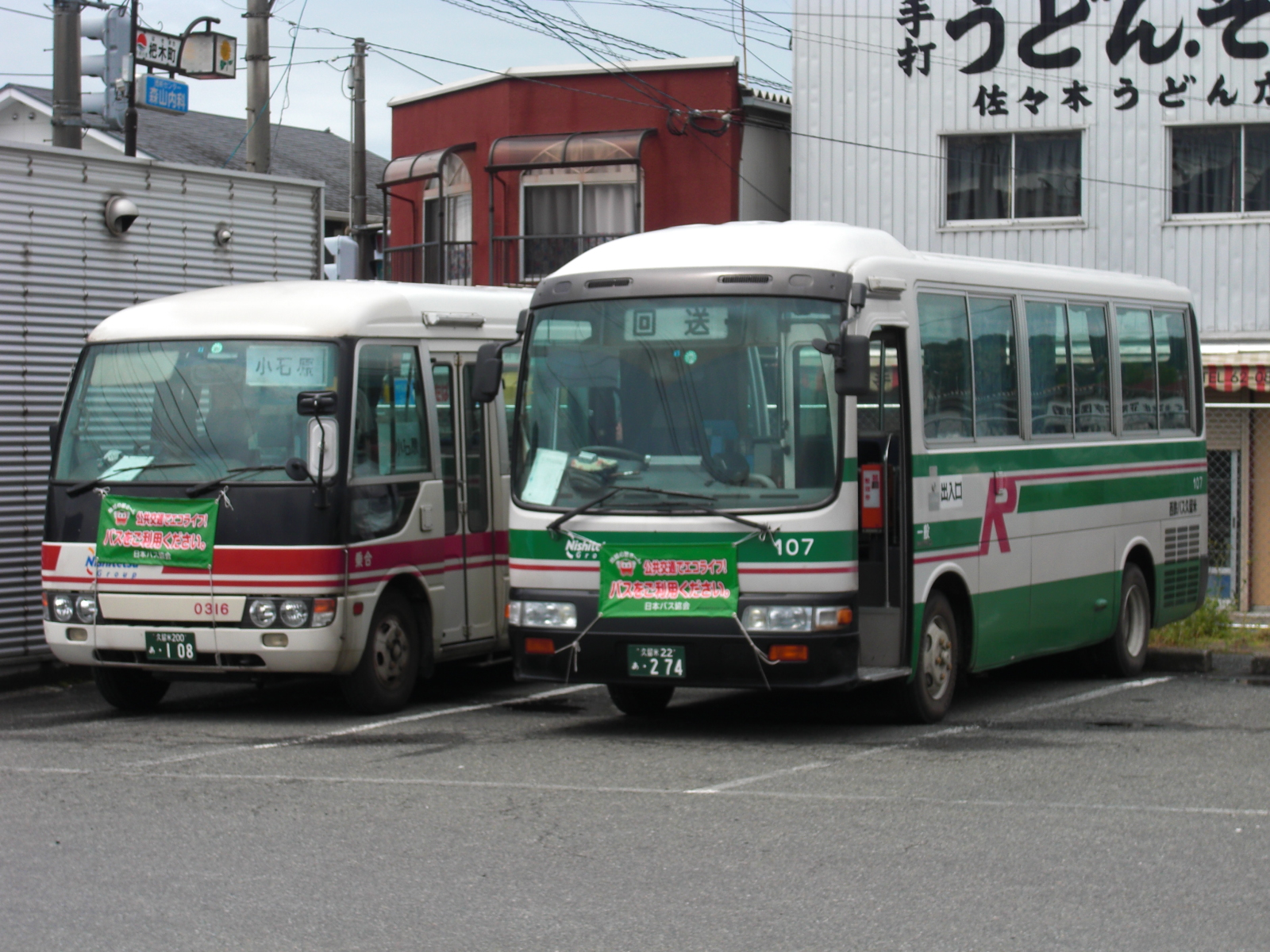
吉井支社所属の小型車 右は旧両筑交通オリジナルカラー（廃車）
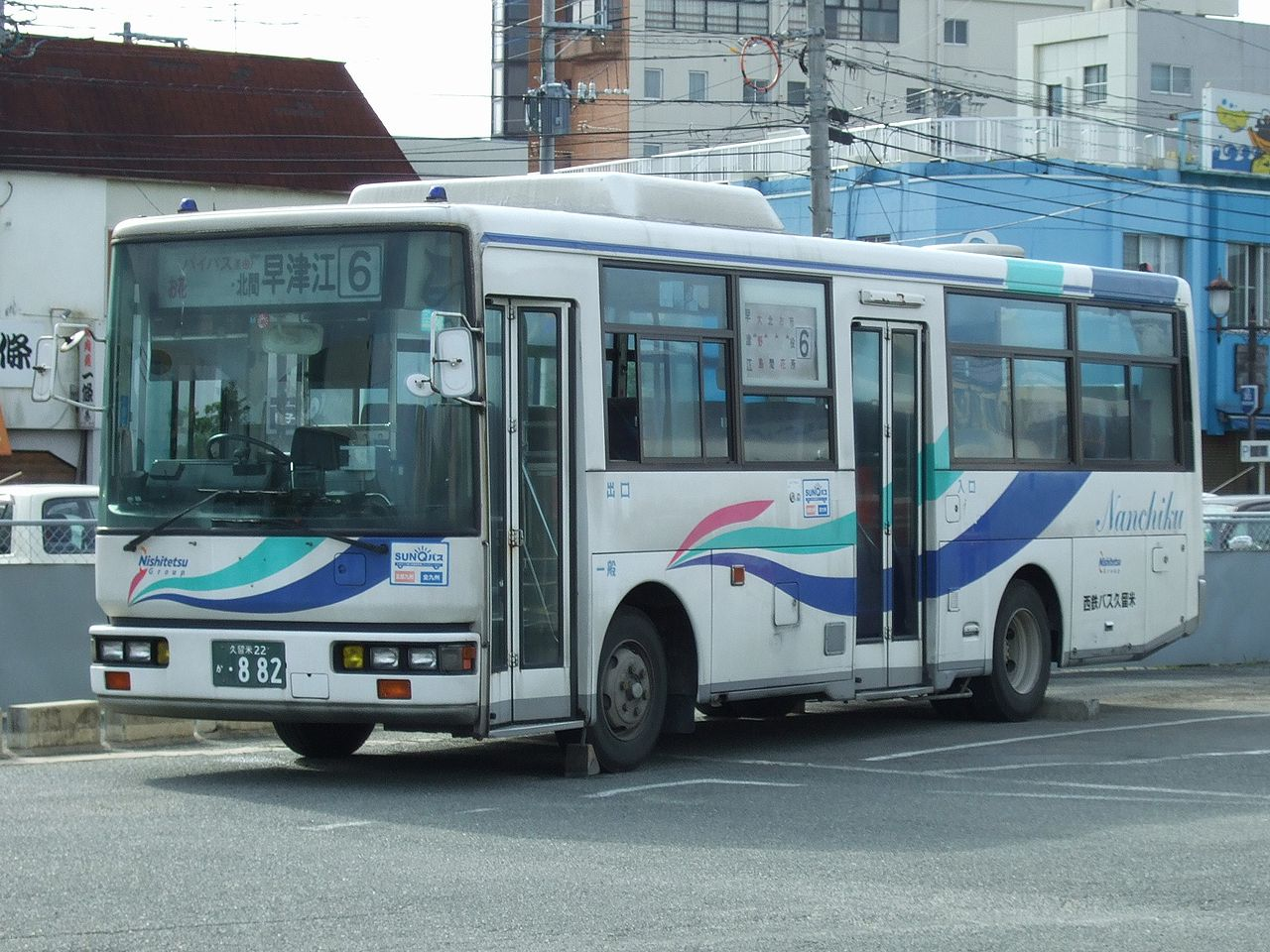
旧南筑交通オリジナルカラーのバス（全て廃車）

## 営業所と所在地
西鉄バス久留米の路線はかつては西鉄本体からの管理委託によるものが中心であったが、高速バスを除き2016年から2023年にかけて路線・車両とも完全移管された。
【 】内は営業所表記。実際は○の中に漢字1文字または2文字で表示する。全て福岡県。

### 本社
- 所在地：久留米市東町40-13 ニューフタマタ第一ビル 7階[2]
- 最寄りバス停：西鉄久留米
- 車庫施設なし（事務所のみ）

### 御井町支社
- 所在地：久留米市御井町2291番1号
- 最寄りバス停：信愛学院（旧：久留米営業所→信愛女学院）
- 営業所表記：【○御】（かつては【○久】）

### 大川支社
- 所在地：大川市向島字出来島2136番1号
- 最寄りバス停：大川橋
- 営業所表記：【○川】

### 吉井支社
- 所在地：うきは市吉井町板橋33番地
- 最寄りバス停：西鉄吉井営業所（旧：上吉井）
- 営業所表記：【○吉】

### 京町支社
- 所在地：久留米市荘島町1の4
- 最寄りバス停：縄手
- 営業所表記：【○京】

### 京町支社筑後車庫
- 所在地：筑後市尾島字船小屋191番地
- 最寄りバス停：船小屋
- 営業所表記：【○京】（かつては【○筑】または【○筑後】）

### 八女支社
- 所在地：八女市大字馬場字川原出345番2号
- 最寄りバス停：西鉄八女営業所
- 営業所表記：【○八】

## 行先案内

### 行先番号の統一
2013年4月1日より、久留米市街地の一部区間において行先番号の統一が行われることになり、以下で挙げる区間では始発地に関係なく行先番号が変更される。詳細は各支社記事内の各路線に関する記述を参照。
| 始点       | 経由     | 終点       | 番号 |
| ---------- | -------- | ---------- | ---- |
| 西鉄久留米 | 荘島     | JR久留米駅 | 1    |
| 西鉄久留米 | 市役所前 | JR久留米駅 | 3    |
| 西鉄久留米 | 市役所前 | 大学病院   | 8    |
| 西鉄久留米 | 千本杉   | 信愛学院   | 1    |

- 佐賀第二合同庁舎→信愛学院の40番の場合
  - 佐賀第二合同庁舎→西鉄久留米は40番として、西鉄久留米→信愛女学院は1番として運行する。
- 青峰団地→大学病院の3番の場合
  - 青峰団地→西鉄久留米は3番として、西鉄久留米→大学病院は8番として運行する。
- JR久留米駅→ローソン常持店前の20-2番の場合
  - 全区間を20-2番として運行する。

### 方面別行先番号
2007年4月まで、市内線の一部は始発地に関係なく経由と終着地だけで行先番号が決められていた。
| 線名         | 下り番号 | 上り番号 | 上り方向の経由地                                                        |
| ------------ | -------- | -------- | ----------------------------------------------------------------------- |
| 市内         | 1        | 5        | 信愛女学院（→御井町）→千本杉→西鉄久留米→荘島→JR久留米駅→大学病院→高専前 |
| 市内(竹の子) | 9        | 1        | 竹の子→千本杉→西鉄久留米→荘島→JR久留米駅                                |
| 国分         | 3        | 5        | 青峰団地→諏訪野町／南久留米→西鉄久留米→荘島→JR久留米駅→大学病院→高専前  |

- 荘島・JR久留米駅経由の高専前行きはすべて5番
- 荘島経由のJR久留米駅行きはすべて1番
- 荘島・千本杉経由の信愛女学院行きはすべて1番
- 国分経由の青峰団地行きはすべて3番

## 運行している地域
一般路線バスの運行地域のみ記載。
- 福岡県
  - 久留米市
  - うきは市
  - 朝倉市
  - 朝倉郡東峰村
  - 三井郡大刀洗町
  - 八女市
  - 八女郡広川町
  - 筑後市
  - 柳川市
  - 大川市
  - 三潴郡大木町
- 佐賀県
  - 佐賀市
  - 鳥栖市
  - 神埼市
  - 三養基郡みやき町
  - 三養基郡上峰町
  - 神埼郡吉野ヶ里町

## 主なターミナル
- 西鉄久留米バスセンター
- JR久留米駅
- 西鉄柳川駅
- 羽犬塚駅
- 佐賀駅バスセンター

このほか、西鉄系他社のターミナルにも乗り入れる。

## 郵便物輸送業務
かつては戦前の連絡自動車から引き継いだ郵便物輸送をおこなっていた。
1998年当時は郵便車仕様の1BOXバン（日産・キャラバン）及び2t-4tトラック（アルミバンタイプ。2t車がいすゞ・エルフ、4t車がいすゞ・フォワード）計9台を保有しており、久留米東郵便局所管区域の郵便ポスト収集業務及び同局と他の郵便局との間の郵便物逓送業務を行っていた。現在は系列の西鉄運輸久留米支店が御井町支社内に同居し、同業務を行っている。